# Qianxinan

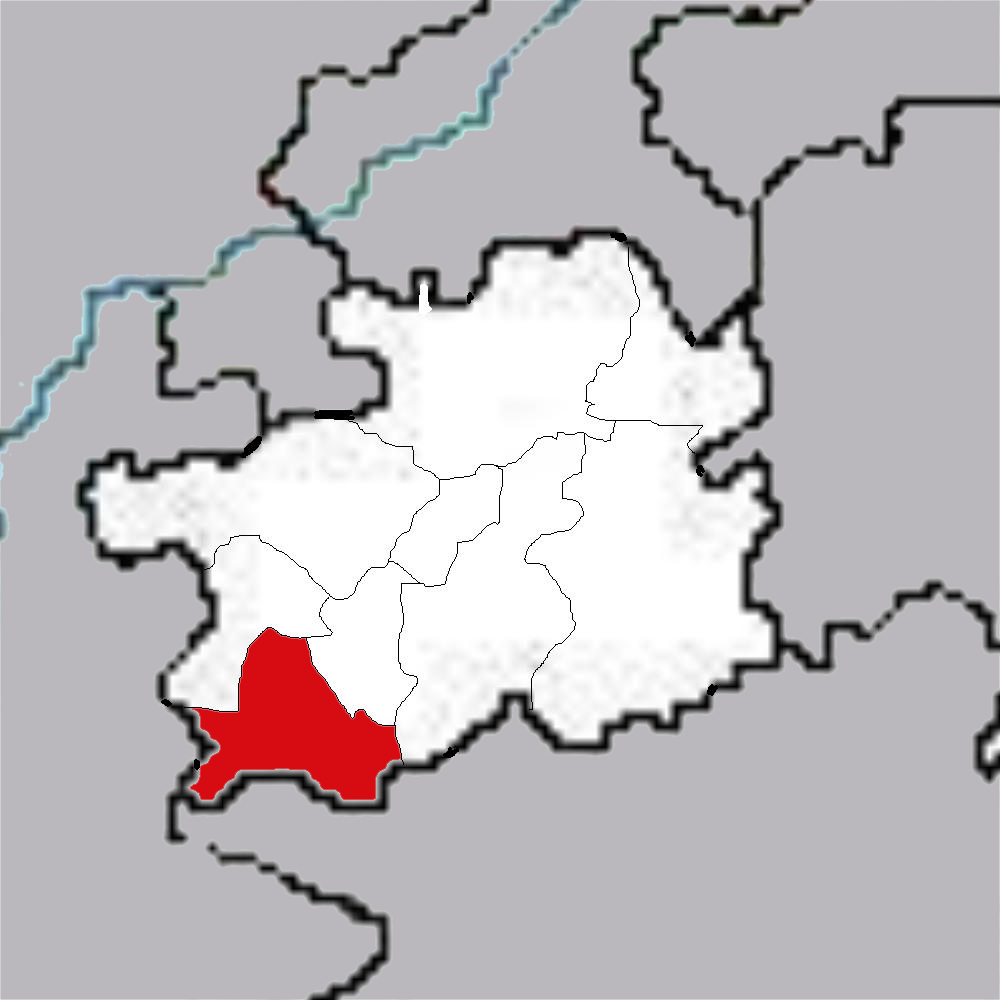
Lage Qianxinans in Guizhou

Der autonome Bezirk Qianxinan der Bouyei und Miao (黔西南布依族苗族自治州,  Qiánxīnán Bùyīzú Miáozú zìzhìzhōu) liegt im Südwesten der chinesischen Provinz Guizhou. Qianxinan hat eine Fläche von 16.817 km² und 3.015.112 Einwohner (Stand: Zensus 2020).

## Administrative Gliederung
Auf Kreisebene setzt sich Qianxinan aus zwei kreisfreien Städten und sechs Kreisen zusammen. Diese sind (Stand: Ende 2018):
- Stadt Xingyi (兴义市), 2.913 km², 833.000 Einwohner, Bezirkshauptstadt, Verkehrs-, Verwaltungs- und Handelszentrum von Qianxinan;
- Stadt Xingren (兴仁市), 1.783 km², 423.400 Einwohner;
- Kreis Pu’an (普安县), 1.446 km², 260.500 Einwohner, Hauptort: Großgemeinde Panshui (盘水镇);
- Kreis Qinglong (晴隆县), 1.301 km², 248.500 Einwohner, Hauptort: Großgemeinde Liancheng (莲城镇);
- Kreis Zhenfeng (贞丰县), 1.502 km², 313.500 Einwohner, Hauptort: Großgemeinde Mingu (珉谷镇);
- Kreis Wangmo (望谟县), 3.021 km², 240.900 Einwohner, Hauptort: Großgemeinde Fuxing (复兴镇);
- Kreis Ceheng (册亨县), 2.608 km², 186.900 Einwohner, Hauptort: Großgemeinde Zhelou (者楼镇);
- Kreis Anlong (安龙县), 2.244 km², 365.000 Einwohner, Hauptort: Großgemeinde Xin’an (新安镇).

### Ethnische Gliederung der Bevölkerung (2000)
Beim Zensus im Jahr 2000 hatte Qianxinan 2.864.920 Einwohner (Bevölkerungsdichte: 170,49 Einw./km²).
| Name des Volkes                              | Einwohner | Anteil  |
| -------------------------------------------- | --------- | ------- |
| Han                                          | 1.648.221 | 57,53 % |
| Bouyei                                       | 860.564   | 30,04 % |
| Miao                                         | 215.187   | 7,51 %  |
| Yi                                           | 58.766    | 2,05 %  |
| Hui                                          | 27.936    | 0,98 %  |
| Li                                           | 26.740    | 0,93 %  |
| Gelao                                        | 5063      | 0,18 %  |
| Zhuang                                       | 4189      | 0,15 %  |
| ethnische Zugehörigkeit noch nicht definiert | 4169      | 0,15 %  |
| Yao                                          | 2701      | 0,09 %  |
| Dong                                         | 2482      | 0,09 %  |
| Mongolen                                     | 1953      | 0,07 %  |
| Bai                                          | 1945      | 0,07 %  |
| Sui                                          | 1674      | 0,06 %  |
| Tujia                                        | 1457      | 0,05 %  |
| Sonstige                                     | 1873      | 0,06 %  |

- Anmerkung: Bei den „Li“ in Guizhou handelt es sich offensichtlich nicht um die Li-Nationalität der Inselprovinz Hainan. Immer wieder gelingt es einigen Gruppen in Guizhou, deren Selbstbezeichnung offenbar „Li“ ist, deren Nationalität aber (noch) nicht offiziell „anerkannt“ wurde, sich bei den Volkszählungen (1982, 1990, 2000) in der Kategorie „Lizu“ (Li-Nationalität) klassifizieren zu lassen. Das führt zu dem irrigen Eindruck, es handle sich um Li der Insel Hainan.